# Associazione Sportiva Bari 1997-1998
Questa voce raccoglie le informazioni riguardanti la Associazione Sportiva Bari nelle competizioni ufficiali della stagione 1997-1998.

## Stagione
Nella stagione 1997-1998 il Bari allenato da Eugenio Fascetti disputa il campionato di Serie A, raccoglie 38 punti e l'undicesimo posto in classifica. Salvezza ottenuta con una giornata di anticipo sulla chiusura delle ostilità, raggiunta battendo il 10 maggio 1998 l'Inter (2-1) al San Nicola. La squadra biancorossa ha dato il meglio nel girone di andata, raccogliendo 22 punti e stazionando a metà classifica, poi un calo nel girone di ritorno, iniziato con quattro sconfitte, ma poi percorso senza correre nessun rischio. Nella Coppa Italia i galletti nel doppio confronto del primo turno hanno eliminato la Salernitana, nel secondo turno il Brescia, nel terzo turno sono usciti dalla competizione per mano del Parma.

## Rosa
| N. |                      | Ruolo | Calciatore               |
| -- | -------------------- | ----- | ------------------------ |
| 1  | Italia (bandiera)    | P     | Francesco Mancini        |
| 2  | Italia (bandiera)    | D     | Luigi Garzya             |
| 3  | Italia (bandiera)    | C     | Gianluca Sordo           |
| 4  | Italia (bandiera)    | D     | Gaetano De Rosa          |
| 5  | Italia (bandiera)    | C     | Gian Paolo Manighetti    |
| 6  | Italia (bandiera)    | D     | Roberto Ripa             |
| 7  | Italia (bandiera)    | C     | Mauro Bressan            |
| 8  | Svezia (bandiera)    | C     | Klas Ingesson (capitano) |
| 9  | Italia (bandiera)    | A     | Nicola Ventola           |
| 10 | Germania (bandiera)  | C     | Thomas Doll              |
| 11 | Sudafrica (bandiera) | A     | Phil Masinga             |
| 12 | Italia (bandiera)    | P     | Luca Gentili             |
| 13 | Italia (bandiera)    | C     | Michele Marcolini        |
| 14 | Italia (bandiera)    | C     | Sergio Volpi             |
| 15 | Italia (bandiera)    | C     | Diego De Ascentis        |
| 16 | Italia (bandiera)    | C     | Roberto Cau              |

| N. |                     | Ruolo | Calciatore            |
| -- | ------------------- | ----- | --------------------- |
| 17 | Colombia (bandiera) | A     | Miguel Ángel Guerrero |
| 18 | Italia (bandiera)   | C     | Davide Olivares       |
| 19 | Italia (bandiera)   | C     | Gianluca Zambrotta    |
| 20 | Italia (bandiera)   | D     | Lorenzo Sibilano      |
| 21 | Italia (bandiera)   | C     | Rodolfo Giorgetti     |
| 22 | Italia (bandiera)   | D     | Luigi Sala            |
| 23 | Italia (bandiera)   | D     | Carlo Sassarini       |
| 24 | Italia (bandiera)   | D     | Nicola Legrottaglie   |
| 25 | Italia (bandiera)   | C     | Carlo Cardascio       |
| 26 | Italia (bandiera)   | A     | Paolo Giometti        |
| 27 | Italia (bandiera)   | P     | Giovanni Indiveri     |
| 28 | Marocco (bandiera)  | D     | Rachid Neqrouz        |
| 29 | Svezia (bandiera)   | C     | Marcus Allbäck        |
| 30 | Monaco (bandiera)   | C     | Grégory Campi         |
| 31 | Italia (bandiera)   | D     | Rocco Roberto Paris   |

## Risultati

### Serie A

#### Girone di andata
| Arbitro: | Collina (Viareggio) |

|  |           |                          |
|  | Marcatori | 43’ Strada 71’ Benarrivo |

| Arbitro: | Rossi (Ciampino) |

|                                   |           |            |
| Batistuta 1’, 11’ Kančel'skis 39’ | Marcatori | 2’ Ventola |

| Bari 21 settembre 1997 3ª giornata | Bari                                   | 0 – 0 referto | Bologna | Stadio San Nicola\| Arbitro: \| Pellegrino (Barcellona Pozzo di Gotto) \| |
| Arbitro:                           | Pellegrino (Barcellona Pozzo di Gotto) |               |         |                                                                           |

| Arbitro: | Bonfrisco (Monza) |

|                                |           |                                |
| Nedvěd 5’, 90+4’ Signori 90+1’ | Marcatori | 45+3’ (aut.) Venturin 61’ Ripa |

| Arbitro: | Boggi (Salerno) |

|  |           |                     |
|  | Marcatori | 68’ (rig.) Ingesson |

| Arbitro: | Ceccarini (Livorno) |

|  |           |                                                                     |
|  | Marcatori | 42’ (aut.) Ingesson 63’, 81’ Zidane 88’ Del Piero 90’ (aut.) Garzya |

| Arbitro: | Treossi (Forlì) |

|                                  |           |                                      |
| Florijančič 83’ Cappellini 90+2’ | Marcatori | 23’ (rig.) Ingesson 48’, 72’ Masinga |

| Arbitro: | Pairetto (Nichelino) |

|           |           |                          |
| Volpi 36’ | Marcatori | 10’, 58’ Totti 34’ Balbo |

| Arbitro: | Pin (Conegliano) |

|                |           |  |
| Mihajlovic 84’ | Marcatori |  |

| Arbitro: | Bolognino (Milano) |

|                       |           |                 |
| Volpi 9’ Guerrero 46’ | Marcatori | 70’ (rig.) Neri |

| Arbitro: | Bettin (Padova) |

|                        |           |  |
| Boban 47’ Kluivert 62’ | Marcatori |  |

| Bari 14 dicembre 1997 12ª giornata | Bari                 | 0 – 0 referto | Udinese | Stadio San Nicola\| Arbitro: \| Trentalange (Torino) \| |
| Arbitro:                           | Trentalange (Torino) |               |         |                                                         |

| Bari 21 dicembre 1997 13ª giornata | Bari            | 0 – 0 referto | Piacenza | Stadio San Nicola\| Arbitro: \| Braschi (Prato) \| |
| Arbitro:                           | Braschi (Prato) |               |          |                                                    |

| Arbitro: | Pellegrino (Barcellona Pozzo di Gotto) |

|           |           |                           |
| Luiso 28’ | Marcatori | 40’ Masinga 65’ Zambrotta |

| Bari 11 gennaio 1998 15ª giornata | Bari                 | 0 – 0 referto | Atalanta | Stadio San Nicola\| Arbitro: \| Pairetto (Nichelino) \| |
| Arbitro:                          | Pairetto (Nichelino) |               |          |                                                         |

| Arbitro: | Farina (Novi Ligure) |

|  |           |             |
|  | Marcatori | 77’ Masinga |

| Arbitro: | Tombolini (Ancona) |

|                        |           |  |
| Marcolini 74’ Sala 93’ | Marcatori |  |

#### Girone di ritorno
| Arbitro: | Racalbuto (Gallarate) |

|               |           |  |
| D. Baggio 68’ | Marcatori |  |

| Arbitro: | Bolognino (Milano) |

|  |           |               |
|  | Marcatori | 71’ D. Morfeo |

| Arbitro: | Cesari (Genova) |

|                                              |           |                                          |
| Kolyvanov 17’, 82’ R. Baggio 36’ (rig.), 78’ | Marcatori | 41’ (aut.) Mangone 59’ Volpi 90’ Bressan |

| Arbitro: | Braschi (Prato) |

|  |           |                                 |
|  | Marcatori | 10’ (rig.) Jugovic 91’ Rambaudi |

| Arbitro: | Borriello (Mantova) |

|                                     |           |                           |
| De Ascentis 38’ Ingesson 43’ (rig.) | Marcatori | 73’ Iannuzzi 91’ M. Rossi |

| Arbitro: | De Santis (Tivoli) |

|                    |           |  |
| Neqrouz 19’ (aut.) | Marcatori |  |

| Arbitro: | Messina (Bergamo) |

|                          |           |  |
| Masinga 32’ Ingesson 89’ | Marcatori |  |

| Arbitro: | Serena (Bassano del Grappa) |

|                            |           |               |
| Paulo Sergio 2’ Aldair 78’ | Marcatori | 51’ Zambrotta |

| Arbitro: | Bettin (Padova) |

|  |           |              |
|  | Marcatori | 30’ Montella |

| Arbitro: | Pairetto (Nichelino) |

|          |           |             |
| Doni 46’ | Marcatori | 66’ Masinga |

| Arbitro: | Rodomonti (Teramo) |

|             |           |  |
| Masinga 81’ | Marcatori |  |

| Arbitro: | Messina (Bergamo) |

|                   |           |  |
| Bierhoff 54’, 59’ | Marcatori |  |

| Arbitro: | Treossi (Forlì) |

|  |           |             |
|  | Marcatori | 25’ Masinga |

| Bari 26 aprile 1998 31ª giornata | Bari            | 0 – 0 referto | Vicenza | Stadio San Nicola\| Arbitro: \| Boggi (Salerno) \| |
| Arbitro:                         | Boggi (Salerno) |               |         |                                                    |

| Arbitro: | Braschi (Prato) |

|                           |           |  |
| Caccia 19’ Magallanes 81’ | Marcatori |  |

| Arbitro: | Collina (Viareggio) |

|                         |           |             |
| Ventola 86’ Masinga 89’ | Marcatori | 34’ Ronaldo |

| Arbitro: | Strazzera (Trapani) |

|                            |           |                       |
| C. Bellucci 13’ Stojak 48’ | Marcatori | 6’ Guerrero 37’ Volpi |

### Coppa Italia
| Arbitro: | De Santis (Tivoli) |

|               |           |              |
| Artistico 44’ | Marcatori | 19’ Ingesson |

| Arbitro: | Bolognino (Milano) |

|           |           |  |
| Sordo 30’ | Marcatori |  |

| Arbitro: | Dagnello (Trieste) |

|             |           |  |
| Ventola 22’ | Marcatori |  |

| Arbitro: | Trentalange (Torino) |

|           |           |               |
| Adani 26’ | Marcatori | 95’ Zambrotta |

| Arbitro: | Pellegrino (Barcellona Pozzo di Gotto) |

|                        |           |               |
| Adailton 27’ Fiore 48’ | Marcatori | 60’ Zambrotta |

| Arbitro: | Messina (Bergamo) |

|  |           |             |
|  | Marcatori | 88’ Maniero |